# Nexuiz
Nexuiz est un jeu de tir à la première personne développé par Alientrap. C'est un jeu libre et ses données (sons, etc.) sont des œuvres libres. Il est distribué sous licence GPL.
La version 1.0 de Nexuiz est sortie le 31 mai 2005 et la dernière mise à jour sous le nom Nexuiz (version 2.5.2) est sortie le 1er octobre 2009.
À la suite du transfert de la marque à la société Illfonic en 2010 par un des initiateurs du projet, le développement a été poursuivi sous le nom de Xonotic avec une première distribution le 23 décembre 2010.

## Jeu libreNexuizpar Alientrap (2005)
Nexuiz (dans sa version originale) se déroule dans un univers futuriste (de science-fiction). C'est un jeu principalement multijoueur qui permet à des joueurs humains ou robots de s'affronter. Le logo du jeu est basé sur le caractère chinois "力" (Li), qui signifie « force ». Nexuiz est disponible pour les systèmes Microsoft Windows, Linux, BSD et macOS.
Les différents modèles de joueurs (une quinzaine) combattent avec 24 armes différentes sur les 26 de cartes du jeu, ainsi que plus de 240 cartes non officielles. Une campagne solo est incluse et permet de jouer contre des bots. Le jeu offre bien entendu la possibilité d'héberger et de joindre des parties en ligne.
Le moteur 3D est DarkPlaces, une amélioration du moteur de Quake qui possède (entre autres) un système d'éclairage dynamique similaire à celui de Doom 3. Les cartes de Nexuiz étant au même format que celles de Quake III Arena, cela permet l'édition des cartes avec l’éditeur NetRadiant. Ce programme n'était cependant officiellement pas pris en charge par Alientrap.
La version 2.5 de Nexuiz fut publiée le 4 avril 2009 et la dernière mise à jour 2.5.2 fut publiée le 1er octobre de la même année.

## Transfert de la marqueNexuizà Illfonic (2010)
Le 1er mars 2010, l’information fut révélée que l’entreprise Illfonic et Alientrap avaient conclu un accord pour développer un jeu pour console nommé Nexuiz,. Le 3 mars 2010, le cofondateur d’Illfonic annonça à la communauté Nexuiz l’accord entre Alientrap et son entreprise que l’usage du nom Nexuiz et du nom de domaine nexuiz.com avait été confié à Illfonic et que le moteur avait été licencié pour usage non-libre,.
Lee Vermeulen, le fondateur d’Alientrap et initiateur de Nexuiz, avait secrètement conclu un accord avec une entreprise du nom d'Illfonic LLC en vue de la publication d’un jeu sur les plate-formes de distribution de contenu en ligne Xbox Live Arcade, PlayStation Network, et Steam.

## Poursuite du développement du jeu libre sous le nom deXonotic(2010)
Le comportement d’Alientrap ainsi que le mouvement de Nexuiz vers le logiciel propriétaire a été mal accueilli par la communauté de joueurs et développeurs de Nexuiz, la société Illfonic ayant annoncé que les modifications ne seraient pas reversées au projet original. Alientrap avait affirmé qu'il s'agissait d'un malentendu, que le développement de la version libre de Nexuiz continuait et profiterait des financements obtenus par cet accord. Le développement de la version originale de Nexuiz cessa cependant et cette version fut renommée Nexuiz Classic.
L’accord entre Alientrap et Illfonic sur l’usage du nom Nexuiz a contraint la version libre à changer de nom pour poursuivre le développement. Un fork fut été créé sous le nom de Xonotic,, comme successeur direct du projet Nexuiz,. Le code source de Xonotic est publié dans les mois qui suivirent via le logiciel Git et une préversion fut distribuée le 23 décembre 2010. La première version (Xonotic 0.5) fut publiée le 8 septembre 2011.
Le développement est toujours actif 10 ans plus tard.
Tandis qu’AlienTrap ne prenait pas en charge l’éditeur de niveau NetRadiant, celui-ci est désormais pris en charge officiellement et développé par l’équipe de développement de Xonotic.

## Jeu propriétaireNexuizpar Illfonic (2012)
L’adaptation réalisée par Illfonic est disponible sur PC depuis le 10 mai 2012 en France, sur Playstation Network ainsi que sur Xbox Live Arcade et la page du site nexuiz.com fut adaptée en conséquence. C’est un jeu entièrement nouveau réalisé en utilisant le moteur propriétaire CryEngine 3 au lieu du moteur libre Darkplaces et ne réutilisant aucune données du jeu Nexuiz original. Le jeu est jouable à 16 en ligne et permet l'ajout de cartes et de skins via des contenus téléchargeables. Les serveurs pour Xbox 360 furent arrêtés en février 2013 à la fermeture de THQ, les serveurs de la version PC n’étant pas affectés. Le site web nexuiz.com devint indisponible en septembre 2019 et en 2021 le site web d’Illfonic cessa de lister Nexuiz parmi les jeux développés par la société.

## Autres FPS libres
- Xonotic
- Warsow
- OpenArena
- Smokin' Guns
- Tremulous
- Unvanquished